# Sudbury District
Sudbury är ett distrikt i provinsen Ontario i Kanada. Antalet invånare var 22 368 vid folkräkningen 2016. Greater Sudbury räknas ibland till Sudbury District, ibland inte.

## Kommuner
I distriktet finns följande kommuner:
| Kommun                | Kommuntyp    |
| --------------------- | ------------ |
| Espanola              | Town         |
| Baldwin               | Township     |
| Chapleau              | Township     |
| Nairn and Hyman       | Township     |
| Sables-Spanish Rivers | Township     |
| French River          | Municipality |
| Killarney             | Municipality |
| Markstay-Warren       | Municipality |
| Saint-Charles         | Municipality |

Dessutom finns fem indianreservat:
- Chapleau 74A
- Chapleau 75
- Duck Lake 76B
- Mattagami 71
- Whitefish Lake 6